# Amoklauf von Aramoana
Der Amoklauf von Aramoana in Neuseeland ereignete sich vom 13. auf den 14. November 1990 in der kleinen Küstensiedlung Aramoana, an der Otago Harbour. Der ortsansässige David Malcolm Gray (* 20. November 1956; † 14. November 1990) tötete mit einem Sturmgewehr 13 Menschen, ehe er am nächsten Tag im Gefecht mit einer Spezialeinheit starb. Es war die bis zum Terroranschlag auf zwei Moscheen in Christchurch 2019 opferreichste Schießerei in der Geschichte Neuseelands und führte zu einer Änderung der Waffengesetze in diesem Land.

## Tathergang

### 13. November
Der Amoklauf begann am Dienstag, dem 13. November 1990 gegen 20.00 Uhr in der Muri Street 27, als Gray mit seinem 38-jährigen Nachbarn Garry Holden in Streit geriet. Es ging darum, dass Holdens Kinder über sein Grundstück liefen und dies nicht zum ersten Mal geschah. Im Laufe der Auseinandersetzung betrat Holden das Grundstück von Gray und bedrohte ihn.
Dieser ging zurück in sein Haus, holte ein 5,56 mm Norinco AK Sturmgewehr (chinesischer, halbautomatischer Nachbau einer AK-74) mit Zielfernrohr und tötete Holden mit mehreren Schüssen. Danach begab er sich ins Haus von Holden, erschoss dessen 11-jährige Tochter Jasmine und deren ebenfalls 11-jährige Freundin Rewa Bryson. Holdens zweite Tochter, die 9-jährige Chiquita, wurde angeschossen und verletzt, schaffte es aber, eine befreundete Nachbarin zu alarmieren, die die Rettungskräfte benachrichtigte.
Inzwischen hatte Gray das Haus der Holdens angezündet und trat ins Freie, wo er die 26-jährige Vanessa Percy erschoss, die wegen des Lärms auf die Straße gerannt war, um Nachschau zu halten.
Danach tötete er ihre beiden Söhne, den 6-jährigen Leo Wilson und den 5-jährigen Dion Percy, sowie ihren 42-jährigen Ehemann Ross Percy. Die 3-jährige Stacey Percy wurde durch einen Bauchschuss schwer verletzt und wurde zur Vollwaise. Unmittelbar danach erschoss der Täter den 41-jährigen Aleki Tali auf offener Straße und drang in ein Haus ein, wo er den anwesenden 69-jährigen Tim Jamieson und den 70-jährigen Victor Crimp erschoss.
Kurz darauf wurden der 45-jährige James Dickson und der 61-jährige Chris Cole niedergeschossen und getötet. Die nun eintreffende Polizei konnte Gray nicht sofort ausfindig machen und vermutete ihn in seinem Haus, das daraufhin umstellt wurde. Der 41-jährige Sergeant Stewart Guthrie durchkämmte das hohe Gras auf der Rückseite des Hauses und konnte dabei den Täter entdecken. Dieser gab vor, sich zu ergeben, flüchtete aber plötzlich ins hohe Gras. Beim Versuch, den Flüchtigen zu verfolgen, wurde Sergeant Guthrie aus dem Hinterhalt erschossen.
Da die Nacht einbrach und niemand wusste, wo sich Gray nun aufhielt, beschränkte sich die örtliche Polizei und die inzwischen eingetroffene Polizei-Spezialeinheit Armed Offenders Squad (AOS) auf die Abriegelung der Ortschaft und wartete auf den nächsten Tag.

### 14. November
In den frühen Morgenstunden gelang es einem Polizeihubschrauber, den Täter zu lokalisieren; er musste aber abdrehen, als dieser das Feuer eröffnete. Die Spezialeinheit begann nun, in den Ort vorzurücken, und konnte Gray in einem kleinen Haus umstellen. Nach einem zweieinhalbminütigen Schusswechsel wurde er schließlich durch Tränengas ins Freie gezwungen, wobei er das Feuer auf die Beamten eröffnete und einer verletzt wurde. Diese erwiderten den Beschuss und trafen Gray fünfmal in Kopf und Brust. Trotzdem konnte er erst nach einem Handgemenge überwältigt werden und starb kurz darauf an seinen Verletzungen.

## Nach dem Amoklauf

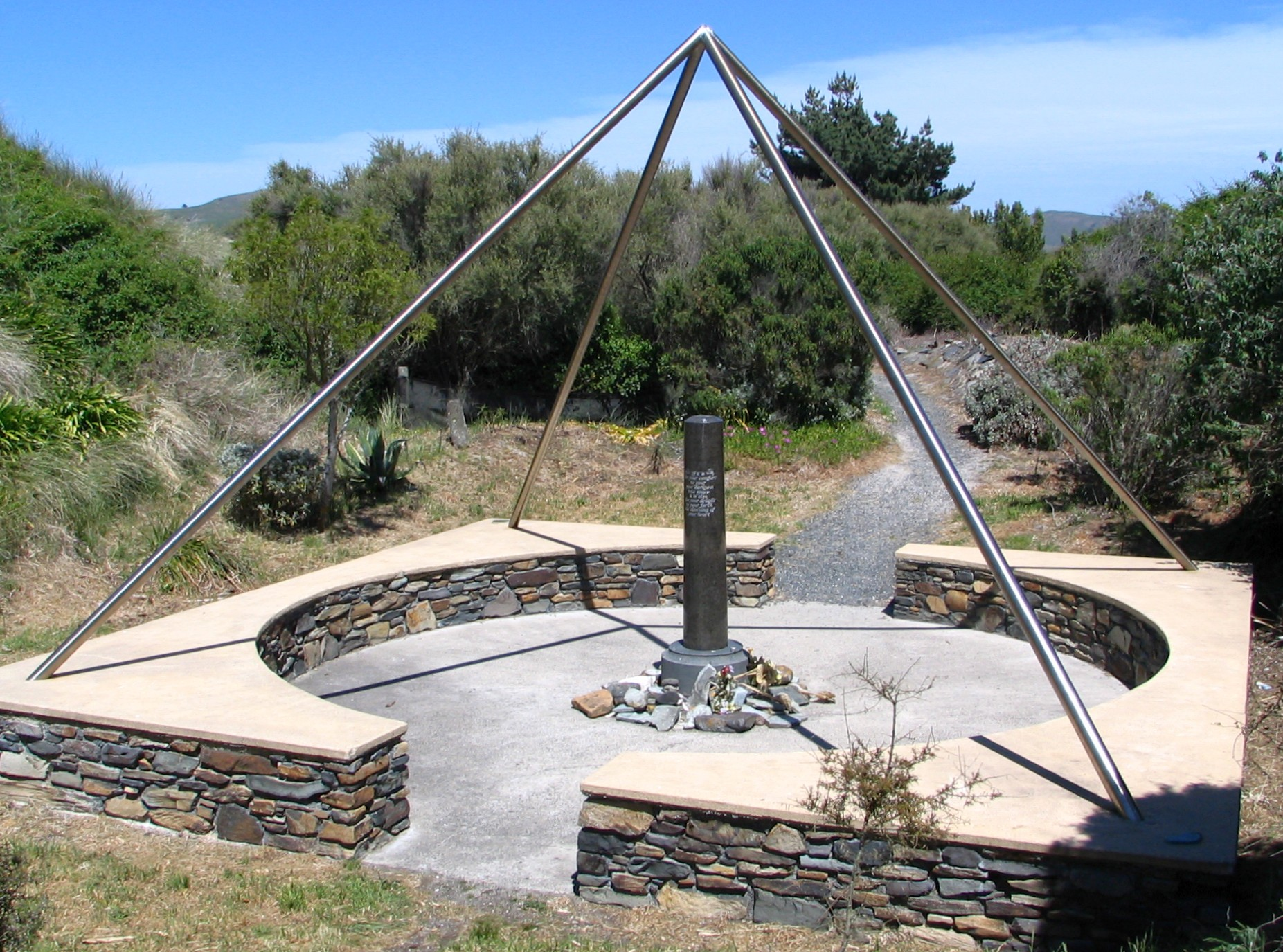
Gedenkstätte in Aramoana; Auf der Säule in der Mitte stehen die Namen der Opfer

Der Amoklauf in Aramoana war bis zum Anschlag auf zwei Moscheen in Christchurch 2019 die Schießerei in der Geschichte Neuseelands mit den meisten Todesopfern. 14 Menschen starben, drei wurden verletzt. Aufgrund dieses Ereignisses wurden 1992 die ausgestellten Waffenscheine sämtlicher Bürger Neuseelands wieder eingezogen. Jeder Waffenbesitzer muss jetzt ein Foto im Waffenschein führen, der dann nur noch für zehn Jahre, anstatt wie bisher lebenslang, gültig ist. Ebenso wurden die Kosten für den Waffenschein erhöht und die Prüfung erschwert. Außerdem sind aufklappbare Visiere, Zielfernrohre, Bajonettaufsätze, freistehende Pistolengriffe und Mündungsfeuerunterdrücker für halbautomatische Gewehre verboten worden. Für Gewehre im .22 lfB-Kaliber dürfen keine Magazine mehr verwendet werden, die mehr als 15 Patronen fassen. Für alle größeren Kaliber darf kein Magazin mehr verwendet werden, das mehr als 7 Patronen fasst.
Es war auch das einzige Mal in der Geschichte Neuseelands, dass die militärische Spezialeinheit New Zealand Special Air Service (NZ SAS), für einen inländischen Zwischenfall in Alarmbereitschaft versetzt wurde. Drei Tage nach dem Amoklauf wurde das Haus des Täters von Unbekannten niedergebrannt. Sergeant Stewart Graeme Guthrie wurde am 18. Februar 1992 posthum die höchste zivile Auszeichnung des Commonwealth of Nations, das Georgs-Kreuz, verliehen. Regisseur Robert Sarkies hat den Amoklauf in Out of the Blue – 22 Stunden Angst verfilmt.